# Kroc Blanc
Gaël Toullic, connu sous le pseudonyme Kroc Blanc, est un militant d'extrême droite, rappeur et vidéaste web français né en 1979 à Paris.

## Biographie
Gaël Toullic naît en 1979 à Paris, de parents travaillant dans le domaine du textile. Il se fait connaître au milieu des années 2010 en tant que représentant du rap d'extrême droite, sous le pseudonyme Kroc Blanc. Il apparaît alors masqué dans ses clips,.
En mai 2015, Kroc Blanc publie sur YouTube un clip intitulé #JMLP en collaboration avec Amalek et Mc Amor, dans laquelle ils apportent leur soutien à Jean-Marie Le Pen,. Le clip, populaire dans les milieux réactionnaires, incite à la haine raciale, notamment à travers une séquence où les rappeurs kidnappent une femme portant une burqa.
En 2017, il publie l'album Instinct, aux paroles racistes. Dans la chanson Ma gauchiste, Kroc Blanc rappe par exemple « Je t’ai si bien fracturé la raie qu’on y a débusqué du gaz de schiste, Lune de miel direction Auschwitz ».
En 2018, Kroc Blanc tente de créer une structure nommée « Fachosphère », visant à fédérer divers influenceurs d'extrême droite, tels que Le Raptor ou Papacito. Leur projet entrepreneurial, conçu pour professionnaliser et regrouper leurs audiences, inclut la création d'un studio commun, mais échoue en raison de l'absence de financement et du manque d'un plan d'affaires structuré. Des divergences internes et des contraintes financières contribuent également à l'abandon de cette initiative, malgré des tentatives de structuration en une entreprise collective.
En août 2022, il lance la chaîne YouTube FDENEWS, où il publie quotidiennement des vidéos traitant de faits divers et d'actualités, abordant des thèmes tels que l'immigration ou l'insécurité et critiquant la gauche,. En plus de ses vidéos, il anime des streams en direct du dimanche au jeudi, dont Marianne décrit la ligne éditoriale comme proche de celle du site Fdesouche. Vivant de ses activités en ligne, il est également présent sur Twitter / X.
En juin 2024, StreetPress note que ses vidéos cumulent plus de 46 millions de vues, que sa chaîne YouTube dispose de près de 80 000 abonnés et que son compte Twitter / X réunit plus de 20 000 abonnés .

## Positions politiques
Il appartient à la mouvance identitaire,, et prône le séparatisme racial. Il a été membre du groupe suprémaciste blanc Suavelos (devenu Les Braves) de Daniel Conversano,.
Soutien d'Éric Zemmour lors de l'élection présidentielle de 2022, il exprime également un attachement au Rassemblement national.

## Discographie

### Albums
- Les Kanidés (2012)
- L'Appel de la forêt (2014)
- Instinct (2016)
- Écho (2018)
- Héritage 1 (2021)
- Héritage 2 (2022)
- Otoya (2024)